# Mistrzostwa Świata Juniorek w Hokeju na Lodzie 2020/II Dywizja
Mistrzostwa Świata Juniorek w Hokeju na Lodzie II Dywizji 2020 rozegrane zostały odpowiednio w dniach 25–28 stycznia 2020 (Grupa A) oraz 28 stycznia–2 lutego 2020 (Grupa B).
Do mistrzostw I Dywizji przystąpiło 8 zespołów, które zostały podzielone na dwie grupy po cztery zespoły. Zgodnie z formatem zawody II Dywizji odbyły się w dwóch grupach: Grupa A w Holenderskim (Eindhoven), zaś grupa B w Meksykańskim (Meksyku). Reprezentacje rywalizowały systemem każdy z każdym.
Hale, w których przeprowadzone zostały zawody:
- Ice Sport Centre w Eindhoven – Dywizja IIA,
- Santa Fe Ice Rink w Meksyku – Dywizja IIB.

## Grupa A
Do mistrzostw świata I Dywizji Grupy B w 2021 z Grupy A awansowała pierwsza drużyna.
| 25 stycznia 2020 | Chińskie Tajpej | 2:1 | Holandia | Ice Sport Centre, Eindhoven |

| Szczegóły      | Szczegóły  | Szczegóły       | Szczegóły  | Szczegóły                                                                                           |
| -------------- | ---------- | --------------- | ---------- | --------------------------------------------------------------------------------------------------- |
| Godzina: 16:30 |            | (0:1, 0:0, 2:0) |            | Widzów: 963 Sędzia główny: Radka Ruzickova Sędziowie liniowi: Ìlksen Șermin Özdemir Danielle Rostan |
| Godzina: 16:30 | 6 min. kar |                 | 4 min. kar | Widzów: 963 Sędzia główny: Radka Ruzickova Sędziowie liniowi: Ìlksen Șermin Özdemir Danielle Rostan |

| 25 stycznia 2020 | Kazachstan | 2:3 pd. | Australia | Ice Sport Centre, Eindhoven |

| Szczegóły      | Szczegóły  | Szczegóły            | Szczegóły  | Szczegóły                                                                           |
| -------------- | ---------- | -------------------- | ---------- | ----------------------------------------------------------------------------------- |
| Godzina: 20:00 |            | (0:0, 1:1, 1:1, 0:1) |            | Widzów: 102 Sędzia główny: Song Meina Sędziowie liniowi: Britt Kosters Emma Sanders |
| Godzina: 20:00 | 8 min. kar |                      | 4 min. kar | Widzów: 102 Sędzia główny: Song Meina Sędziowie liniowi: Britt Kosters Emma Sanders |

| 26 stycznia 2020 | Holandia | 2:0 | Australia | Ice Sport Centre, Eindhoven |

| Szczegóły      | Szczegóły  | Szczegóły       | Szczegóły  | Szczegóły                                                                             |
| -------------- | ---------- | --------------- | ---------- | ------------------------------------------------------------------------------------- |
| Godzina: 16:30 |            | (2:0, 0:0, 0:0) |            | Widzów: 702 Sędzia główny: Song Meina Sędziowie liniowi: Danielle Rostan Emma Sanders |
| Godzina: 16:30 | 0 min. kar |                 | 2 min. kar | Widzów: 702 Sędzia główny: Song Meina Sędziowie liniowi: Danielle Rostan Emma Sanders |

| 26 stycznia 2020 | Kazachstan | 3:4 pd. | Chińskie Tajpej | Ice Sport Centre, Eindhoven |

| Szczegóły      | Szczegóły   | Szczegóły            | Szczegóły  | Szczegóły                                                                                      |
| -------------- | ----------- | -------------------- | ---------- | ---------------------------------------------------------------------------------------------- |
| Godzina: 20:00 |             | (1:1, 1:1, 1:1, 0:1) |            | Widzów: 125 Sędzia główny: Maria Chavez Sędziowie liniowi: Britt Kosters Ìlksen Șermin Özdemir |
| Godzina: 20:00 | 16 min. kar |                      | 6 min. kar | Widzów: 125 Sędzia główny: Maria Chavez Sędziowie liniowi: Britt Kosters Ìlksen Șermin Özdemir |

| 28 stycznia 2020 | Australia | 3:4 | Chińskie Tajpej | Ice Sport Centre, Eindhoven |

| Szczegóły      | Szczegóły  | Szczegóły       | Szczegóły  | Szczegóły                                                                                |
| -------------- | ---------- | --------------- | ---------- | ---------------------------------------------------------------------------------------- |
| Godzina: 15:30 |            | (1:1, 1:1, 1:2) |            | Widzów: 209 Sędzia główny: Maria Chavez Sędziowie liniowi: Britt Kosters Danielle Rostan |
| Godzina: 15:30 | 6 min. kar |                 | 2 min. kar | Widzów: 209 Sędzia główny: Maria Chavez Sędziowie liniowi: Britt Kosters Danielle Rostan |

| 28 stycznia 2020 | Holandia | 4:1 | Kazachstan | Ice Sport Centre, Eindhoven |

| Szczegóły      | Szczegóły  | Szczegóły       | Szczegóły  | Szczegóły                                                                                        |
| -------------- | ---------- | --------------- | ---------- | ------------------------------------------------------------------------------------------------ |
| Godzina: 19:00 |            | (0:0, 3:0, 1:1) |            | Widzów: 700 Sędzia główny: Radka Ruzickova Sędziowie liniowi: Ìlksen Șermin Özdemir Emma Sanders |
| Godzina: 19:00 | 6 min .kar |                 | 6 min. kar | Widzów: 700 Sędzia główny: Radka Ruzickova Sędziowie liniowi: Ìlksen Șermin Özdemir Emma Sanders |

Tabela
| Lp. | Zespół          | M | Pkt | Z | Zd | Pd | P | G+ | G- | +/− |
| --- | --------------- | - | --- | - | -- | -- | - | -- | -- | --- |
| 1   | Chińskie Tajpej | 3 | 8   | 2 | 1  | 0  | 0 | 10 | 7  | +3  |
| 2   | Holandia        | 3 | 6   | 2 | 0  | 0  | 1 | 7  | 3  | +4  |
| 3   | Australia       | 3 | 2   | 0 | 1  | 0  | 2 | 6  | 8  | -2  |
| 4   | Kazachstan      | 3 | 2   | 0 | 0  | 2  | 1 | 6  | 11 | -5  |

    = awans do I dywizji grupy B     = utrzymanie w II dywizji grupy A     = spadek do II dywizji grupy B
Statystyki indywidualne
- Klasyfikacja strzelców:  Chang En-Ni
 Tomiris Ospanowa: 3 gole[1]
- Klasyfikacja asystentów:  Chang En-Ni
 Esther de Jong
 Huang Yun-Chu
 Lindsey Kiliwnik
 Molly Lukowiak
 Taylor Robitaille
 Munira Sajachatkyży
 Zoe Strijland
 Wang Hsuan: 2 asysty[2]
- Klasyfikacja kanadyjska:  Chang En-Ni: 5 punktów[3]
- Klasyfikacja kanadyjska obrońców:  Matilda Pethrick
 Aimee Seppenwolde 2 punky[4]
- Klasyfikacja +/−:  Huang Yun-Chu: +4[5]
- Klasyfikacja skuteczności interwencji bramkarzy:  Emma Fondse: 95,59%[6]
- Klasyfikacja średniej goli straconych na mecz bramkarzy:  Emma Fondse: 1,00[6]
- Klasyfikacja minut kar:  Polina Mokina
 Munira Sajachatkyży: 6 minut[7]

Nagrody indywidualne
Dyrektoriat turnieju wybrał trójkę najlepszych zawodniczek, po jednej na każdej pozycji:
- Bramkarz:  Emma Fondse
- Obrońca:  Lin Yang-Chi
- Napastnik:  Esther de Jong

## Grupa B
Do mistrzostw świata II Dywizji Grupy A w 2021 z Grupy B awansowała pierwsza drużyna.
| 28 stycznia 2020 | Turcja | 3:2 | Nowa Zelandia | Santa Fe Ice Rink, Meksyk |

| Szczegóły      | Szczegóły  | Szczegóły       | Szczegóły  | Szczegóły                                                                                   |
| -------------- | ---------- | --------------- | ---------- | ------------------------------------------------------------------------------------------- |
| Godzina: 16:00 |            | (1:0, 2:0, 0:2) |            | Widzów: 68 Sędzia główny: Taylor Willert-Hanvelt Sędziowie liniowi: Marise Larios Erin Zach |
| Godzina: 16:00 | 4 min. kar |                 | 8 min. kar | Widzów: 68 Sędzia główny: Taylor Willert-Hanvelt Sędziowie liniowi: Marise Larios Erin Zach |

| 28 stycznia 2020 | Meksyk | 2:3 | Hiszpania | Santa Fe Ice Rink, Meksyk |

| Szczegóły      | Szczegóły   | Szczegóły       | Szczegóły   | Szczegóły                                                                             |
| -------------- | ----------- | --------------- | ----------- | ------------------------------------------------------------------------------------- |
| Godzina: 20:00 |             | (0:0, 0:0, 2:3) |             | Widzów: 225 Sędzia główny: Catherine Goutama Sędziowie liniowi: Sarah Buckner Xing Wu |
| Godzina: 20:00 | 12 min. kar |                 | 12 min. kar | Widzów: 225 Sędzia główny: Catherine Goutama Sędziowie liniowi: Sarah Buckner Xing Wu |

| 29 stycznia 2020 | Hiszpania | 6:1 | Nowa Zelandia | Santa Fe Ice Rink, Meksyk |

| Szczegóły      | Szczegóły  | Szczegóły       | Szczegóły  | Szczegóły                                                                                       |
| -------------- | ---------- | --------------- | ---------- | ----------------------------------------------------------------------------------------------- |
| Godzina: 16:00 |            | (1:0, 2:0, 3:1) |            | Widzów: 72 Sędzia główny: Taylor Willert-Hanvelt Sędziowie liniowi: Sarah Buckner Marise Larios |
| Godzina: 16:00 | 8 min. kar |                 | 6 min. kar | Widzów: 72 Sędzia główny: Taylor Willert-Hanvelt Sędziowie liniowi: Sarah Buckner Marise Larios |

| 29 stycznia 2020 | Turcja | 2:0 | Meksyk | Santa Fe Ice Rink, Meksyk |

| Szczegóły      | Szczegóły   | Szczegóły       | Szczegóły   | Szczegóły                                                                         |
| -------------- | ----------- | --------------- | ----------- | --------------------------------------------------------------------------------- |
| Godzina: 19:30 |             | (0:0, 1:0, 1:0) |             | Widzów: 188 Sędzia główny: Ashleigh Davidson Sędziowie liniowi: Xing Wu Erin Zach |
| Godzina: 19:30 | 24 min. kar |                 | 26 min. kar | Widzów: 188 Sędzia główny: Ashleigh Davidson Sędziowie liniowi: Xing Wu Erin Zach |

| 30 stycznia 2020 | Hiszpania | 9:0 | Turcja | Santa Fe Ice Rink, Meksyk |

| Szczegóły      | Szczegóły  | Szczegóły       | Szczegóły   | Szczegóły                                                                            |
| -------------- | ---------- | --------------- | ----------- | ------------------------------------------------------------------------------------ |
| Godzina: 16:00 |            | (3:0, 4:0, 2:0) |             | Widzów: 65 Sędzia główny: Ashleigh Davidson Sędziowie liniowi: Marise Larios Xing Wu |
| Godzina: 16:00 | 8 min. kar |                 | 18 min. kar | Widzów: 65 Sędzia główny: Ashleigh Davidson Sędziowie liniowi: Marise Larios Xing Wu |

| 30 stycznia 2020 | Nowa Zelandia | 1:2 | Meksyk | Santa Fe Ice Rink, Meksyk |

| Szczegóły      | Szczegóły  | Szczegóły       | Szczegóły  | Szczegóły                                                                                    |
| -------------- | ---------- | --------------- | ---------- | -------------------------------------------------------------------------------------------- |
| Godzina: 19:30 |            | (0:1, 1:1, 0:0) |            | Widzów: 183 Sędzia główny: Taylor Willert-Hanvelt Sędziowie liniowi: Sarah Buckner Erin Zach |
| Godzina: 19:30 | 4 min. kar |                 | 8 min. kar | Widzów: 183 Sędzia główny: Taylor Willert-Hanvelt Sędziowie liniowi: Sarah Buckner Erin Zach |

Tabela
| Lp. | Zespół        | M | Pkt | Z | Zd | Pd | P | G+ | G- | +/− |
| --- | ------------- | - | --- | - | -- | -- | - | -- | -- | --- |
| 1   | Hiszpania     | 3 | 9   | 3 | 0  | 0  | 0 | 18 | 3  | +15 |
| 2   | Turcja        | 3 | 6   | 2 | 0  | 0  | 1 | 5  | 11 | -6  |
| 3   | Meksyk        | 3 | 3   | 1 | 0  | 0  | 2 | 4  | 6  | -2  |
| 4   | Nowa Zelandia | 3 | 0   | 0 | 0  | 0  | 3 | 4  | 11 | -7  |

## Faza pucharowa
Półfinały
{{Mecz hokejowy
ddd
|data = 1 lutego 2020
|godzina = 16:00
|drużyna1 = Hiszpania  
|wynik = 2:1 pd.
|szczegóły = http://stats.iihf.com/Hydra/864/IHW864207_74_3_0.pdf
|tercje = (0:0, 1:0, 0:1, 1:0)
|drużyna2 =  Nowa Zelandia
|gole1 =
|gole2 = 
|kary1 = 6 min. kar
|kary2 = 8 min. kar
|lodowisko = Santa Fe Ice Rink, Meksyk
|widownia = 89
|sędzia =
  Maria Chavez
|sędzia2 =
 Marise Larios
 Erin Zach
}}
| 1 lutego 2020 | Turcja | 4:2 | Meksyk | Santa Fe Ice Rink, Meksyk |

| Szczegóły      | Szczegóły  | Szczegóły       | Szczegóły   | Szczegóły                                                                             |
| -------------- | ---------- | --------------- | ----------- | ------------------------------------------------------------------------------------- |
| Godzina: 19:30 |            | (1:0, 1:1, 2:1) |             | Widzów: 258 Sędzia główny: Ashleigh Davidson Sędziowie liniowi: Sarah Buckner Xing Wu |
| Godzina: 19:30 | 8 min. kar |                 | 12 min. kar | Widzów: 258 Sędzia główny: Ashleigh Davidson Sędziowie liniowi: Sarah Buckner Xing Wu |

Mecz o trzecie miejsce
| 2 lutego 2020 | Nowa Zelandia | 3:6 | Meksyk | Santa Fe Ice Rink, Meksyk |

| Szczegóły      | Szczegóły   | Szczegóły       | Szczegóły  | Szczegóły                                                                    |
| -------------- | ----------- | --------------- | ---------- | ---------------------------------------------------------------------------- |
| Godzina: 16:00 |             | (1:4, 1:0, 1:2) |            | Widzów: 128 Sędzia główny: Maria Chavez Sędziowie liniowi: Xing Wu Erin Zach |
| Godzina: 16:00 | 12 min. kar |                 | 4 min. kar | Widzów: 128 Sędzia główny: Maria Chavez Sędziowie liniowi: Xing Wu Erin Zach |

Finał
| 2 lutego 2020 | Hiszpania | 7:0 | Turcja | Santa Fe Ice Rink, Meksyk |

| Szczegóły      | Szczegóły  | Szczegóły       | Szczegóły  | Szczegóły                                                                                   |
| -------------- | ---------- | --------------- | ---------- | ------------------------------------------------------------------------------------------- |
| Godzina: 19:30 |            | (3:0, 1:0, 3:0) |            | Widzów: 102 Sędzia główny: Ashleigh Davidson Sędziowie liniowi: Sarah Buckner Marise Larios |
| Godzina: 19:30 | 4 min. kar |                 | 6 min. kar | Widzów: 102 Sędzia główny: Ashleigh Davidson Sędziowie liniowi: Sarah Buckner Marise Larios |

Ostateczna kolejność
| Lp.   | Drużyna       |
| ----- | ------------- |
| złoto | Hiszpania     |
|       | Turcja        |
|       | Meksyk        |
| 4     | Nowa Zelandia |

Statystyki indywidualne
- Klasyfikacja strzelców:  Haizea Fernandez de Romarategui: 8 gole[9]
- Klasyfikacja asystentów:  Gabriela Barange: 6 asyst[10]
- Klasyfikacja kanadyjska:  Haizea Fernandez de Romarategui: 9 punktów[11]
- Klasyfikacja kanadyjska obrońców:  Marta Rivas: 3 punkty[12]
- Klasyfikacja +/−:  Nadia Sancha: +11[13]
- Klasyfikacja skuteczności interwencji bramkarzy:  Lilly Forbes: 92,74%[14]
- Klasyfikacja średniej goli straconych na mecz bramkarzy:  Carmen Correa: 0,58[14]
- Klasyfikacja minut kar:  Ximena Gonzalez: 18 minut[15]

Nagrody indywidualne
Dyrektoriat turnieju wybrał trójkę najlepszych zawodniczek, po jednej na każdej pozycji:
- Bramkarz:  Lilly Forbes
- Obrońca:  Maria Hagerman
- Napastnik:  Haizea Fernandez de Romarategui